# A New Day Has Come (singolo)
A New Day Has Come è una canzone registrata dalla cantante canadese Céline Dion per il suo sesto album in lingua inglese omonimo (2002). Il brano scritto da Aldo Nova e Stephan Moccio e prodotta da Walter Afanasieff e dallo stesso Nova, è stato pubblicato come primo singolo promozionale dell'album l'11 marzo 2002.
A New Day Has Come, canzone che rappresenta la nascita del primogenito della Dion, è una ballad suonata al pianoforte in 6/8. Tuttavia per le radio fu realizzata una versione remix prodotta da Christian B & Marc Dold di (S.A.F.) insieme a Ric Wake, che convertirono la canzone in 4/4. Entrambe le versioni sono incluse nell'album.
Il singolo ricevette recensioni positive da parte della critica che si complimentò con la voce della Dion e per i suoi testi edificanti e ottenne anche un ottimo successo commerciale, raggiungendo la top ten in Canada, Regno Unito e in altri paesi europei. Negli Stati Uniti il brano salì alla numero 22 della Billboard Hot 100 e alla prima posizione della classifica Adult Contemporary, rimanendovi per 21 settimane.
Per la promozione del singolo fu realizzato un videoclip musicale diretto da Dave Meyers e presentato in anteprima nel marzo 2002.
La canzone è stata successivamente inclusa nelle compilation My Love: Essential Collection, Complete Best, Ultimate Box del 2008 e in The Best So Far... 2018 Tour Edition del 2018.

## Antefatti
Nel 2000, Céline Dion annuncia di prendersi due anni di pausa dal mondo dello spettacolo. Durante questo periodo si concentra sulla sua vita privata e soprattutto sulla maternità. Infatti il 25 gennaio 2001 dà alla luce il suo primo figlio René Charles Angélil.
Nel 2002 la cantante annuncia il suo ritorno con un nuovo album in studio:
A New Day Has Come è il primo singolo in lingua inglese dal 2000, anno di pubblicazione di I Want You To Need Me e del brano natalizio Don't Save It All for Christmas Day. La canzone è stata pubblicata per le radio americane il 6 febbraio 2002 mentre l'11 marzo fu rilasciata nel resto del mondo.

## Composizione e contenuti
A New Day Has Come è stato scritto dal cantautore canadese Aldo Nova e dal compositore italo-canadese Stephan Moccio mentre la produzione è stata curata da Walter Afanasieff, Aldo Nova e Ric Wake; quest'ultimo ha prodotto la versione "radio remix" del brano. Della canzone sono state realizzate altre versioni remix prodotte da Richie Jones, Christian B e Marc Dold.
Del brano sono stato realizzate due versioni: la prima è una ballata composta con pianoforte e chitarra in 6/8, la seconda, quella rilasciata per la promozione radiofonica, ha una composizione remix mid-tempo di 4/4. Entrambe le versioni scritte in Fa maggiore, sono state pubblicate sull'album A New Day Has Come. La versione originale del singolo presenta un tempo lento di 40 battiti al minuto, mentre quella remix ha un tempo di 92 battiti al minuto.
Nel testo della canzone, la protagonista racconta come il resto del mondo pensi che lei sia realizzata, mentre nasconde anche lei la tristezza causata dai problemi della vita, come la malattia del marito e la difficoltà a concepire un bambino. Il tema centrale di A New Day Has Come è l'amore per il figlio della Dion, René-Charles, e la gioia che ha portato nella sua vita:
(A New Day Has Come)
Secondo Céline Dion, la canzone parla di suo figlio e non solo:
Il singolo fu rilasciato sul mercato discografico nel marzo 2002 insieme a tracce secondarie come Prayer, brano scritto per la Dion dal cantautore canadese Corey Hart e versione remix dance dello stesso A New Day Has Come. Nel Regno Unito il CD singolo includeva altre tracce come il precedente Sous le vent e Misled; di quest'ultimo è presente anche il videoclip. Negli Stati Uniti e in alcuni paesi dell'America latina il singolo fu pubblicato anche in formato DVD contenente diversi filmati e videoclip come quello del singolo Have You Ever Been in Love.

## Videoclip musicale
Il video musicale di A New Day Has Come è stato diretto da Dave Meyers e presentato in anteprima nel marzo 2002. Girato a West Palm Beach, negli Stati Uniti, il videoclip mostra delle scene di persone di diverse culture e provenienze che vivono le proprie giornate intervallate a scene in cui compare Céline che canta la sua canzone tra le nuvole e in seguito su una spiaggia in mezzo a gente festante sotto un cielo dominato dalla luna piena.

## Recensioni da parte della critica
A New Day Has Come ha ricevuto un'ottima accoglienza da parte della critici. Dave Karger di Entertainment Weekly scrisseː"Sebbene sia celebrativo nel tono, la traccia presenta voci sorprendentemente contenute di Dion (per non svegliare il bambino?). Liricamente sottile, no, ma come vanno le ninne nanne, non è male." Sal Cinquemani di Slant Magazine nella recensione dell'album A New Day Has Come mette la canzone tra le "tracce più importanti dell'album" e la definisce  "commovente.... (è dal 1993 con The Power of Love che la Dion non canta in modo così moderato)." Chuck Taylor di Billboard la definì "affermazione di vita che si stacca come una dolce esalazione contro i mali del mondo." La versione prodotta da Ric Wake secondo Taylor "si apre con un sussurro ispirato a Enya prima che uno shuffle salti dentro e sollevi la canzone verso l'alto come una colomba che prende il volo con grazia." La versione dell'album arriva senza battere ciglio, permettendo alla performance della Dion di colorare completamente il messaggio da sola." Secondo l'editore in entrambe le versioni la Dion "abbraccia un'interpretazione particolarmente contenuta - abbastanza drammatica per guidare l'emozione della pista, ma comunque delicata per offrire conforto". Stephen Thomas Erlewine di AllMusic ha sottolineato questa canzone.

## Successo commerciale
In Canada A New Day Has Come raggiunse la quarta posizione della classifica dei singoli più venduti, mentre in Québec raggiunse la prima posizione.
Negli Stati Uniti la canzone arrivò alla 22ª posizione della Billboard Hot 100 e della Billboard Hot 100 Airplay. Fece meglio nella classifica Hot Adult Contemporary Tracks posizionandosi alla numero uno dove rimase per 21 settimane consecutive. A New Day Has Come è il singolo della Dion ad essere stato per oltre venti settimane nella Hot Adult Contemporary Tracks, posizionandosi nel 2018, nella lista delle prime 10 canzoni ad essere state in prima posizione nella classifica per oltre venti settimane. Il singolo in formato DVD ottenne la certificazione di disco d'oro dalla RIAA per aver venduto 25 000 copie.
A New Day Has Come ottenne un ottimo successo in Europa dove raggiunse la top ten di Austria (numero 9), Danimarca (numero 3), Germania (numero 6), Grecia (numero 8), Italia (numero 10), Norvegia (numero 3), Portogallo (numero 7), Regno Unito (numero 7), Romania (numero 2), Scozia (numero 8), Svezia (numero 3), Svizzera (numero 2) e Ungheria (numero 4). Il singolo fu certificato disco d'oro in Norvegia per aver venduto 10 000 copie, mentre nel Regno Unito ottenne il disco d'argento per la vendita di oltre 200 000 copie.
A New Day Has Come raggiunse anche la prima posizione della classifica airplay polacca e la quarta posizione della Eurochart Hot 100 Singles.
In Australia il singolo debuttò alla numero 23 e nella sua sesta settimana salì in top 20 raggiungendo la numero 19. La canzone trascorse 12 settimane in totale nell'ARIA Chart e fu certificata disco d'oro dall'Australian Recording Industry Association per aver venduto oltre 35 000 copie. In Nuova Zelanda A New Day Has Come debuttò alla numero 39, dove rimase fino alla seconda settimana. In seguito salì fino a raggiungere la 20ª posizione; in totale rimase 16 settimane in classifica.
Nel 2003 A New Day Has Come viene utilizzata come colonna sonora della pubblicità italiana del prodotto Kinder Paradiso.

## Premi e riconoscimenti
Nel 2003 A New Day Has Come fu premiata con un ASCAP Pop Award e un BMI Pop Award come Canzone più interpretata, e con du SOCAN Award nelle categorie Pop Music e International Achievement. La canzone ricevette una nomination ai Juno Award nella categoria Singolo dell'Anno e una nomination ai Billboard Music Award nella categoria Hot Adult Contemporary Track.
Nell'edizione del 2002 dei MuchMusic Video Award il videoclip di A New Day Has Come fu nominato nella categoria MuchMoreMusic Award.

## Interpretazioni dal vivo e pubblicazioni
Il 7 aprile 2002 la CBS manda in onda uno speciale televisivo dedicato alla cantante canadese e al suo nuovo album A New Day Has Come. Lo spettacolo è una registrazione del 2 marzo al Kodak Theatre di Los Angeles e nella scaletta è presente come canzone d'apertura il singolo A New Day Has Come.
Il 2 maggio 2002 Céline Dion si esibisce cantando tra i vari brani A New Day Has Come, durante lo speciale televisivo della CBS Rockin' for the USA - A National Salute to the U.S. Military, concerto dedicato ai soldati americani, tenutosi sulla portaerei statunitense Harry S. Truman. Il 23 maggio Céline partecipa al concerto benefico VH1 Divas Las Vegas: An Honors Concert For The VH1 Save The Music Foundation, questa volta tenutosi al MGM Grand di Las Vegas e andato in onda sul canale televisivo musicale il 22 ottobre 2002. Tra i vari brani presenti nella scaletta c'è A New Day Has Come, la cui interpretazione è stata inclusa nell'album live Divas Las Vegas.
Il singolo fu presentato negli Stati Uniti in molti programmi televisivi come The Oprha Winfrey Show, The Rosie O'Donnell Show, The View. Il 23 marzo Céline presenta la sua canzone nella trasmissioni televisiva tedesca Wetten, dass ..?. In aprile la Dion presentò il suo nuovo singolo anche in programmi come Domenica in e Stasera pago io in Italia, Parkinson e Top of the Pops nel Regno Unito, Música sí in Spagna. Nell'aprile 2002 Céline cantò A New Day Has Come durante lo show québecchese Le Grand Blond avec un show sournois.
La cantante ha eseguito la versione ballad del brano durante il suo residency-show A New Day... tenutosi per quattro anni al Caesars Palace di Las Vegas. Una delle tante interpretazioni è stata pubblicata sul DVD Live in Las Vegas - A New Day... (2007). L'unica volta in cui la Dion presentò la versione ballad di A New Day Has Come in TV fu durante una puntata dello show di Oprah Winfrey nel 2007, dove la cantante stava promuovendo l'album Taking Chances. A New Day Has Come non fu eseguito dal vivo fino al 2015, anno in cui la Dion tornò con il suo nuovo residency-show di Las Vegas, Celine e incluse la canzone in un medley acustico.

## Formati e tracce
CD Singolo Promo (Argentina) (Sony Music: DEP 732)
1. A New Day Has Come (Album Version) – 5:42 (Aldo Nova, Stephan Moccio)
2. A New Day Has Come (Radio Remix) – 4:23 (Nova, Moccio)

CD Singolo (Asia; Europa) (Columbia: 6723932; Columbia: COL 672393 2)
1. A New Day Has Come (Radio Remix) – 4:23 (Nova, Moccio)
2. A New Day Has Come (Album Edit) – 5:42 (Nova, Moccio)
3. Prayer – 5:34 (Corey Hart)
4. A New Day Has Come (Christian B Mix) – 3:59 (Nova, Moccio)

CD Singolo Promo (Australia; Brasile) (Epic: SAMP 2428; Epic: 900111/2-502736)
1. A New Day Has Come (Ric Wake Radio Remix) – 4:23 (Nova, Moccio)
2. A New Day Has Come (Humberto Gatica Album Mix Edit) – 4:18 (Nova, Moccio)
3. A New Day Has Come (Christian B Mix) – 3:55 (Nova, Moccio)

CD Singolo (Australia; Sudafrica) (Epic: 672393 2; Columbia: CDSIN 518)
1. A New Day Has Come (Radio Remix) – 4:25 (Nova, Moccio)
2. A New Day Has Come (Humberto Gatica Album Mix Edit) – 4:20 (Nova, Moccio)
3. Prayer (Album Version) – 5:35 (Hart)
4. A New Day Has Come (Christian B Mix) – 3:56 (Nova, Moccio)

CD Singolo Promo (Canada; Europa) (Columbia: CSK 56741; Columbia: SAMPCS 11120 1)
1. A New Day Has Come (Ric Wake Radio Remix) – 4:23 (Nova, Moccio)
2. A New Day Has Come (Humberto Gatica Album Mix Edit) – 4:18 (Nova, Moccio)
3. A New Day Has Come (Christian B Mix) – 3:55 (Nova, Moccio)

CD Singolo (Europa; Sudafrica) (Columbia: COL 672393 1; Columbia: CDLIT 519)
1. A New Day Has Come (Radio Remix) – 4:32 (Nova, Moccio)
2. A New Day Has Come (Album Mix) – 4:18 (Nova, Moccio)

CD Singolo Promo (Giappone; Messico) (Epic: EDCI 80018; Columbia: PRCD 98566)
1. A New Day Has Come (Ric Wake Radio Remix) – 4:23 (Nova, Moccio)
2. A New Day Has Come (Humberto Gatica Album Mix Edit) – 4:18 (Nova, Moccio)
3. A New Day Has Come (Christian B Mix) – 3:55 (Nova, Moccio)

CD Singolo (Giappone) (Epic: EICP 54)
1. A New Day Has Come (Radio Remix) – 4:25 (Nova, Moccio)
2. Prayer – 5:35 (Hart)

CD Singolo Promo (Regno Unito; Stati Uniti) (Epic: SAMPCS 111201; Epic: ESK 56741)
1. A New Day Has Come (Ric Wake Radio Remix) – 4:23 (Nova, Moccio)
2. A New Day Has Come (Humberto Gatica Album Mix Edit) – 4:18 (Nova, Moccio)
3. A New Day Has Come (Christian B Mix) – 3:55 (Nova, Moccio)

CD Singolo (Regno Unito) (Epic: 672503 2)
1. A New Day Has Come (Radio Remix) – 4:23 (Nova, Moccio)
2. A New Day Has Come (Album Edit) – 4:18 (Nova, Moccio)
3. Prayer – 5:34 (Hart)

CD Singolo (Regno Unito) (Epic: 672503 5)
1. A New Day Has Come (Album Version) – 5:42 (Nova, Moccio)
2. Sous le vent – 3:30 (Jacques Veneruso)
3. Misled – 3:31 (Peter Zizzo, Jimmy Bralower)
4. Misled (Videoclip) – 3:31

CD Singolo (Taiwan) (Columbia: 672393 2)
1. A New Day Has Come (Radio Remix) – 4:25 (Nova, Moccio)
2. A New Day Has Come (Humberto Gatica Album Mix Edit) – 4:20 (Nova, Moccio)
3. Prayer – 5:35 (Hart)
4. A New Day Has Come – 3:56 (Nova, Moccio)

DVD-Video Singolo (Brasile; Messico) (Epic: 132.133/9-079728; Epic: 9-079728)
1. Biography
2. Photo Gallery
3. Making the Video
4. Making the Album
5. Have You Ever Been in Love

DVD-Video Singolo (Stati Uniti) (Epic: 34D 79728; Epic: 34D 79920)
1. Biography
2. Photo Gallery
3. Making the Video
4. Making the Album
5. Have You Ever Been In Love

LP Singolo Promo 7" (Stati Uniti) (Epic: 34 79740)
1. A New Day Has Come (Radio Remix) – 4:23 (Nova, Moccio)
2. I'm Alive – 3:30 (Kristian Lundin, Andreas Carlsson)

LP Singolo Promo 12" (Francia) (Columbia: SAMPMS 011409)
1. A New Day Has Come (Radio Remix) – 4:23 (Nova, Moccio)
2. A New Day Has Come (Album Version) – 5:42 (Nova, Moccio)

LP Singolo Promo 12" (Stati Uniti) (Epic: CDP-001)
1. A New Day Has Come (Richie Jones/Chris Panaghi Club Mix) – 11:10 (Nova, Moccio)
2. A New Day Has Come (Richie Jones/Chris Panaghi Club Mix Radio Edit) – 4:36 (Nova, Moccio)
3. A New Day Has Come (Richie Jones/Chris Panaghi Club Mix Instrumental) – 11:10 (Nova, Moccio)

LP Singolo Promo 12" (Stati Uniti) (Epic: CDP-002)
1. A New Day Has Come (Global Club Mix) – 8:01 (Nova, Moccio)
2. A New Day Has Come (Global Dub) – 6:30 (Nova, Moccio)
3. A New Day Has Come (Radio Edit) – 4:28 (Nova, Moccio)

MC Singolo (Regno Unito) (Epic: 672503 4)
1. A New Day Has Come (Radio Remix) – 4:23 (Nova, Moccio)
2. A New Day Has Come (Album Edit) – 5:42 (Nova, Moccio)
3. Prayer – 5:34 (Hart)

MC Singolo (Thailandia) (Columbia: 672393.4)
1. A New Day Has Come (Radio Remix) – 4:23 (Nova, Moccio)
2. A New Day Has Come (Album Edit) – 5:42 (Nova, Moccio)
3. Prayer – 5:34 (Corey Hart)
4. A New Day Has Come (Christian B Mix) – 3:59 (Nova, Moccio)

## Versioni ufficiali
- A New Day Has Come (Album Edit/Album Version) – 5:42
- A New Day Has Come (Christian B Mix) – 3:59
- A New Day Has Come (Global Club Mix) – 8:01
- A New Day Has Come (Global Dub) – 6:30
- A New Day Has Come (Humberto Gatica Album Mix Edit) – 4:18

- A New Day Has Come (Radio Remix/Ric Wake Radio Remix) – 4:23
- A New Day Has Come (Richie Jones/Chris Panaghi Club Mix) – 11:10
- A New Day Has Come (Richie Jones/Chris Panaghi Club Mix Instrumental) – 11:10

## Classifiche

### Classifiche settimanali
| Classifica (2002)                                      | Posizione massima |
| ------------------------------------------------------ | ----------------- |
| Australia (ARIA)                                       | 19                |
| Austria (Ö3 Austria Top 40)                            | 9                 |
| Belgio Fiandre (Ultratop 50)                           | 14                |
| Belgio Vallonia (Ultratop 50)                          | 13                |
| Canada (Billboard Canadian Singles Chart)              | 2                 |
| Canada (Billboard Hot Canadian Digital Song Sales)     | 4                 |
| Danimarca (Track Top-40)                               | 3                 |
| Europa (Eurochart Hot 100 Singles)                     | 4                 |
| Finlandia (Suomen virallinen lista)                    | 17                |
| Francia (SNEP)                                         | 23                |
| Germania (Media Control Charts)                        | 6                 |
| Grecia (IFPI Greece)                                   | 8                 |
| Italia (FIMI)                                          | 10                |
| Norvegia (VG-lista)                                    | 3                 |
| Nuova Zelanda (The Official NZ Music Charts)           | 20                |
| Paesi Bassi (Dutch Top 40)                             | 19                |
| Paesi Bassi (Single Top 100)                           | 21                |
| Polonia (Polish Music Charts)                          | 1                 |
| Portogallo (AFP)                                       | 7                 |
| Québec (ADISQ)                                         | 1                 |
| Regno Unito (Official Singles Chart Top 100)           | 7                 |
| Romania (Romanian Top 100)                             | 2                 |
| Scozia (Official Scottish Singles Sales Chart Top 100) | 8                 |
| Spagna (PROMUSICAE)                                    | 12                |
| Stati Uniti (Billboard Adult Top 40)                   | 19                |
| Stati Uniti (Bubbling Under Hot 100)                   | 14                |
| Stati Uniti (Billboard Hot 100)                        | 22                |
| Stati Uniti (Billboard Hot 100 Airplay)                | 22                |
| Stati Uniti (Billboard Hot Adult Contemporary Tracks)  | 1                 |
| Stati Uniti (Billboard Hot Dance Club Songs)           | 44                |
| Stati Uniti (Billboard Latin Pop Airplay)              | 28                |
| Stati Uniti (Billboard Mainstream Top 40)              | 25                |
| Stati Uniti (Billboard Tropical Airplay)               | 19                |
| Svezia (Sverigetopplistan)                             | 3                 |
| Svizzera (Schweizer Hitparade)                         | 2                 |
| Ungheria (Mahasz)                                      | 4                 |

### Classifiche di fine anno
| Classifica (2002)                                          | Posizione |
| ---------------------------------------------------------- | --------- |
| Austria (Ö3 Austria Top 75 - JAHRESHITPARADE 2002)         | 52        |
| Belgio Vallonia (Ultratop rapports annuels 2002 - Singles) | 99        |
| Europa (Eurochart Hot 100 Singles 2002)                    | 53        |
| Germania (Top 100 Sinlge-Jahrescharts)                     | 49        |
| Italia (FIMI)                                              | 48        |
| Norvegia (VG-lista - Topp 20 Single Høst 2002)             | 4         |
| Paesi Bassi (Dutch Top 40)                                 | 131       |
| Regno Unito (Official Singles Chart Top 100)               | 91        |
| Stati Uniti (Billboard Hot 100 Singles & Tracks)           | 91        |
| Stati Uniti (Billboard Hot Adult Contemporary Tracks)      | 3         |
| Svezia (Sverigetopplistan)                                 | 46        |
| Svizzera (Schweizer Jahreshitparade 2002)                  | 43        |

### Classifiche di fine decennio
| Classifiche (2000-2009)                               | Posizione |
| ----------------------------------------------------- | --------- |
| Stati Uniti (Billboard Hot Adult Contemporary Tracks) | 42        |

## Crediti e personale
Registrazione
- Registrato ai Cove City Sound Studios di Long Island (NY); Sony Music Studios di New York City (NY); Wallyworld (CA); The Enterprise II di Los Angeles (CA); Studio Piccolo di Montréal (QC);  Maison de Musique    (CA)

Personale
- Musica di - Stephan Moccio, Aldo Nova
- Produttore - Walter Afanasieff, Aldo Nova, Ric Wake
- Produttore aggiuntivo - Christian B, Marc Dold, Richie Jones
- Produttore esecutivo - Vito Luprano
- Testi di - Stephan Moccio, Aldo Nova

## Cronologia di rilascio
| Paese       | Data          | Formato           |
| ----------- | ------------- | ----------------- |
| Asia        | 2002          | CD                |
| Australia   | 2002          | CD                |
| Brasile     | 2002          | DVD               |
| Europa      | 8 marzo 2002  | CD                |
| Europa      | 2002          | CD                |
| Giappone    | 27 marzo 2002 | CD                |
| Messico     | 2002          | DVD               |
| Regno Unito | 2002          | CD • Musicassetta |
| Stati Uniti | 2002          | DVD               |
| Sudafrica   | 2002          | CD                |
| Taiwan      | marzo 2002    | CD                |
| Thailandia  | 2002          | Musicassetta      |